# Gotthilf David Schumann
Gotthilf David Schumann (* 17. Juni 1788 in Esslingen am Neckar; † 29. Oktober 1865 ebenda) war ein deutscher Apotheker.

## Leben
Schumann absolvierte seine Lehre in einer württembergischen Apotheke in Blaubeuren. Danach arbeitete er hier ein Jahr als Gehilfe. Anschließend war er als Gehilfe in Calw, Biberach an der Riß und Tübingen tätig. Bis 1813 studierte er Pharmazie an der Universität Tübingen. Dann war er als Gehilfe in Ludwigsburg tätig und absolvierte einen zweijährigen Militärdienst. Schumann wurde zum Teilhaber der chemischen Fabrik und Materialhandlung „Bonz & Klaiber“ in Böblingen. 
Nachdem er in Möhringen eine Apotheke und in Waldenbuch eine Filialapotheke kaufte, schloss er 1823 sein Apotheker-Examen in Stuttgart ab. Nebenbei wurde er 1824 Lehrer an der späteren landwirtschaftlichen Hochschule in Hohenheim. Daraufhin verlegte er 1829 seine Apotheke nach Plieningen. Diese gab er 1843 ab, um für seinen Ruhestand nach Esslingen zu ziehen.
1840 wurde Schumann zum Professor in Hohenheim ernannt. Seine Veröffentlichungen umfassten das Gebiet der angewandten Chemie. Außerdem veröffentlichte er 1848 eine Arbeit über Katechu, seine Kennzeichen und Verfälschungen.

## Werke
- Bemerkungen, Vorschläge und Wünsche in Beziehung auf den Entwurf der Pharmacopoea Württembergica, (mit E.Steudel), Stuttgart 1846
- Chemisches Laboratorium für Realschulen und zur Selbstbelehrung, Esslingen 1849 [2. Auflage 1857] (Deutsches Museum Digital)